# 清凉店站
清凉店站是位于河北省武邑县清凉店镇的一个铁路车站，邮政编码053411。车站建于1940年，石德铁路经过该站，另有联络线连接邯黄铁路。现仅办理货运，不办理客运业务，车站及其上下行区间均已电气化。车站距离石家庄站138公里，隶属北京铁路局，是四等站。